# Lac Lusignan (Lanaudière)
Pour les articles homonymes, voir Lusignan.
Le lac Lusignan est situé dans le territoire non organisé Saint-Guillaume-Nord, dans la municipalité régionale de comté (MRC) Matawinie, dans la région administrative de Lanaudière, au Québec, au Canada.

## Géographie
Le lac Lusignan est situé à l'ouest du village de Saint-Michel-des-Saints (Lanaudière). Ce lac constitue la limite est de la Réserve faunique Rouge-Matawin.
Les lacs situés autour du lac Lusignan se déchargent généralement vers le sud pour atteindre la rivière Matawin Ouest qui coule vers l'est. Ces lacs sont :
- à l'Est : lacs Saint-Elphège, Anicet, Collin et Petit lac Collin,

- au Nord : lacs Laurion, Vert, Gaston, Treflé, de la Roche, Thomelin et Descoteaux,

- au Sud : lacs Pétain, Sarrail, de la Ligne et Étroit.

Le lac Lusignan comporte de nombreuses îles dont les principales sont : île en Long, de la Patte d'Ours, des Trois Clairières, des Ancêtres, de la Patience, de la Naissance, du Totem et île aux Oiseaux Moqueurs. Le lac comporte aussi plusieurs pointes ou presqu'îles dont les principales sont désignées : pointe du Bouleau Penché et pointe de la Huardière.
Une route forestière dessert le côté est du lac Lusignan.

## Toponymie
L'ancienne désignation du lac Lusignan était le lac des Ïles, lesquelles sont nombreuses sur ce plan d'eau. Le toponyme Lac Lusignan a été inscrit le 5 décembre 1968 à la Banque des noms de lieux de la Commission de toponymie du Québec.